# Генске мутације
Генске мутације су промене редоследа нуклеотида у ДНК које се трајно задржавају и преносе у наредну генерацију ћелија.
Варијабилности јединки у популацији највише доприносе мутације. То су нагле наследне промене које могу захватити:
- целе хромозоме — хромозомске аберације) које могу бити промене у броју или грађи хромозома;
- само поједине гене (генске или тачкасте мутације).

## Врсте мутација

### Спонтане и индуковане мутације
Мутације се догађају у свим организмима и ћелијама, као резултат њиховог нормалног рада у сагласности са животном средином. Такве мутације се називају спонтане и узрок њиховог постанка није познат. За разлику од њих, мутације које изазива неки познати фактор спољашње средине су индуковане мутације. 
Фактори који доводе до мутација називају се мутагени. То могу да буду:
- хемијски,
- физички или
- биолошки фактори.

### Соматске и герминативне мутације
Промене гена у телесним (соматским) ћелијама су соматске мутације. Соматска мутација се може испољити на фенотипу особе у којој је настала, али се не преноси на потомство зато што није настала у полним ћелијама. Особе које имају соматску мутацију су генетички мозаици зато што се код њих образују две групе ћелија. Једна група ћелија настаје митозама мутиране ћелије, а друга митозама ћелије која није мутирала (нормална ћелија). Пример за мозаицизам је да једна особа у дужици ока може имати и плаво и смеђе поље или чак једно плаво, а друго смеђе око. 
Промене гена у полним ћелијама су герминативне мутације и оне се преносе на потомство.

### Директне и повратне мутације
Промене дивљег или нормалног гена (ген који је широко распрострањен у природи) у облик који доводи до новог фенотипа је директна мутација. Мутације могу бити повратне, односно измењени ген се може вратити у првобитно стање. Учесталост повратних мутација је мања од учесталости директних мутација.

### Подела према дејству на фенотип
Према јачини дејства на фенотип носиоца мутације могу бити:
- тихе,
- неутралне,
- штетне,
- условне и
- леталне.

Тихе мутације се не одражавају на фенотипу и већина мутација су такве. 
Неутралне мутације не изазивају никакав штетан ефекат већ доводе до образовања различитих доминантних и рецесивних алела који дају разлике у нпр. боји очију или косе као и у особинама личности. Доминантне мутације испољавају се у хетерозиготу (једној дози), а рецесивне у хомозиготу (дуплој дози). 
Штетне мутације доводе до наследних болести. 
Леталне мутације изазивају смрт у ембрионалном и феталном развићу или у различитом периоду после рођења. 
Условне мутације се испољавају на фенотип само у одређеним условима средине.

## Генетичка основа мутација
Промене на молекулу ДНК могу бити:
- супституције до којих долази када се у неком сегменту ДНК један нуклеотид замени неким другим;
- делеције - губитак једног или више нуклеотида у ДНК;
- инсерције - додавање једног или већег броја нуклеотида у молекул ДНК.